# Radomir Kovačević
Radomir Kovačević, född den 20 mars 1954 i Drvar, dåvarande Jugoslavien, död 14 juni 2006 i Belgrad, Serbien, var en jugoslavisk judoutövare.
Han tog OS-brons i herrarnas tungvikt i samband med de olympiska judotävlingarna 1980 i Moskva.